# Перші українські роботи
«Перші Українські Роботи» — фантастичний роман, третя книжка українського письменника Олега Шинкаренка. Вийшов 2016 року у видавництві «Люта справа» тиражем 1000.
Роман написаний українською мовою у жанрі авантюрно-сатиричної наукової фантастики і має закручений сюжет.

## Зміст
Події роману розгортаються в Україні у XXII столітті. Гібридна війна з Росією все ще триває, але дві ворогуючі країни домовилися, аби уникнути людських жертв, відправляти на лінію зіткнення лише роботів. Взагалі роботи проникли у всі сфери людського життя: вони й на ринку, і в парламенті, і під землею, і в космосі. Поступово вони витісняють людей із їхніх звичних сфер життя, відбирають робочі місця, але не всі готові із цим змиритися. Таємнича терористична організація «Рух проти заліза» розпочинає анархічну війну проти кіборгів. Поступово ситуація з роботами виходить з-під контролю.
Спочатку лінійний і стандартний сюжет роману роздвоюється, розтроюється, починає пародіювати сам себе і всі відомі твори на цю ж тему: від «Казок роботів» Станіслава Лема до «Чи сняться андроїдам електровівці?» Філіпа Діка.

## Рецензії, презентації та номінації
Рецензії на роман опублікували Олег Коцарев, Галина Левченко, Ія Новицька, Інга Естеркіна, Ярослава Стріха, Тарас Антипович, Андрій Рущак, Тетяна Калитенко, Тетяна Трофименко, Станіслав Бондар, Святослав Чирук, Роман Онищенко.
Роман було презентовано на Львівському Форумі видавців, у київській арт-галереї «Дукат», книгарнях «Є» Харкова, Львова, Тернополя, Івано-Франківська, в Ужгородській обласній бібліотеці, у Карловому університеті у Празі та у Братиславській книгарні «Panta Rhei» (Словаччина).
Роман обговорювався в радіоефірі каналів Громадське радіо, програмі «Книжковий базар» на Радіо Ера, і програмі «Культ особи» на УР2, а також на телебаченні на тернопольскому каналі ТВ4, на вінницькому каналі ТРК «Вінтера» у програмі «Екватор Дня», у програмах «Вечірній тепловізор» і «Ранок на Тисі»
У січні 2017 року Харківський літературний музей номінував роман «Перші Українські Роботи» на здобуття Шевченківської премії з літератури.